# Pan (vệ tinh)
Pan (/ˈpæn/ PANPAN, tiếng Hy Lạp: Πάν) là vệ tinh tự nhiên bên trong cùng thứ hai của Sao Thổ. Nó là một vệ tinh nhỏ có hình quả óc chó, xấp xỉ 35 kilomet từ bên này sang bên kia và rộng 23 km, có quỹ đạo bên trong Khoang hở Encke trong Vành A. Pan là một vệ tinh vành đai, chịu trách nhiệm giữ cho Khoang hở Encke không có cái hạt của vành đai.
Nó được phát hiện ra bởi Mark R. Showalter vào năm 1990 từ việc phân tích những bức ảnh cũ do tàu thăm dò Voyager 2 chụp và được đặt ký hiệu tạm thời là S/1981 S 13 bởi vì những bức ảnh khám phá ra nó được chụp từ năm 1981.

## Dự đoán và phát hiện
Sự tồn tại của một vệ tinh trong Khoang hở Encke lần đầu được dự đoán bởi Jeffrey N. Cuzzi và Jeffrey D. Scargle vào năm 1985, dựa trên những rìa hình sóng của khoang hở, thứ gợi ra một sự nhiễu loạn hấp dẫn. Vào năm 1986 Showalter và đồng nghiệp suy ra được quỹ đạo và khối lượng của nó bằng cách tạo mô hình đường đi hấp dẫn của nó. Họ đi đến được một dự đoán rất chính xác với bán trục lớn là 133,603 ± 10 km và một khối lượng là 5–10×10−12 khối lượng Sao Thổ, và suy ra rằng chỉ có duy nhất một vệ tinh bên trong trong Khoang hở Encke. Bán trục lớn thực sự bị sai lệch 19 km và khối lượng thực sự là 8.6×10−12 khối lượng của Sao Thổ.
Sau đó vệ tinh được tìm thấy trong 1°Của vị trí dự đoán. Công cuộc tìm kiếm được thực hiện bằng cách xem xét tất cả các bức ảnh của tàu Voyager 2 và sử dụng một sự tính toán bằng máy tính để dự đoán liệu vệ tinh có nhìn thấy được dưới các điều kiện thuận lợi vừa đủ trong mỗi cái. Mỗi bức ảnh có khả năng của tàu Voyager 2 với độ phân giải tốt hơn ~50 km/pixel cho thấy Pan rất rõ. Tổng cộng, nó xuất hiện trong mười một bức ảnh do tàu Voyager 2 chụp.

## Tên gọi
Vệ tinh được đặt tên vào ngày 16 tháng 9 năm 1991, theo thần Pan trong thần thoại, là thần người chăn cừu (trong số nhiều thứ khác). Đây là một sự ám chỉ tới vai trò của vệ tinh Pan là vệ tinh vành đai (tiếng Anh là vệ tinh chăn cừu). Nó cũng được đặt ký hiệu là Saturn XVIII.

## Quỹ đạo
Độ lệch tâm của quỹ đạo của vệ tinh Pan khiến khoảng cách của nó tới Sao Thổ biến đổi ~4 km. Độ nghiêng quỹ đạo, thứ sẽ khiến nó di chuyển lên xuống, thì gần bằng không với dữ liệu hiện tại. Khoang hở Encke, thứ Pan có quỹ đạo bên trong, thì rộng khoảng 325 km.

## Địa lý

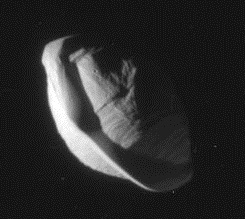
Pan, photographed by Cassini on ngày 7 tháng 3 năm 2017. The thin equatorial ridge is clearly visible.

Các nhà khoa học của tàu Cassini đã mô tả vệ tinh Pan là một vệ tinh "có hình quả óc chó" vì những phần lồi ra ở xích đạo, cũng giống như với vệ tinh Atlas, mà có thể thấy được trong các bức ảnh. Phần lồi ra là do các vật chất vành đai mà vệ tinh Pan đã quét lên từ Khoang hở Encke. Các nhà báo cũng gọi nó là món empanada của vũ trụ, một dáng bánh có nhân, hoặc món ravioli.

## Vành đai nhỏ Pan
Khoang hở Encke chứa một vành đai nhỏ trùng với quỹ đạo của vệ tinh Pan, chỉ ra rằng vệ tinh Pan duy trì các hạt trong quỹ đạo móng ngựa. Một vành đai nhỏ thứ hai bị vệ tinh Pan ngắt quãng theo chu kì, cũng giống như cách Vành F bị gây nhiễu loạn bởi vệ tinh Prometheus.

## Hình ảnh

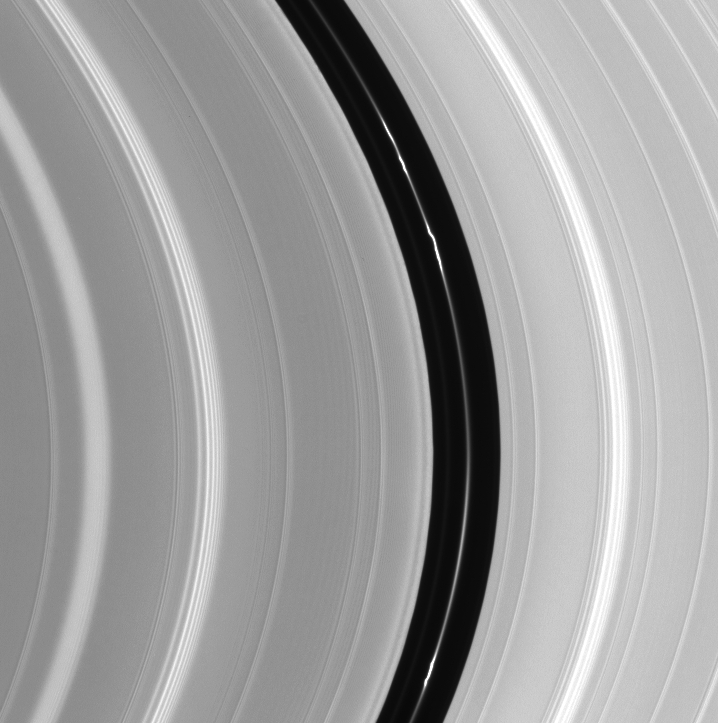
Ảnh chụp gần Khoang hở Encke, cho thấy vành đai nhỏ trung tâm trùng với quỹ đạo của vệ tinh Pan.
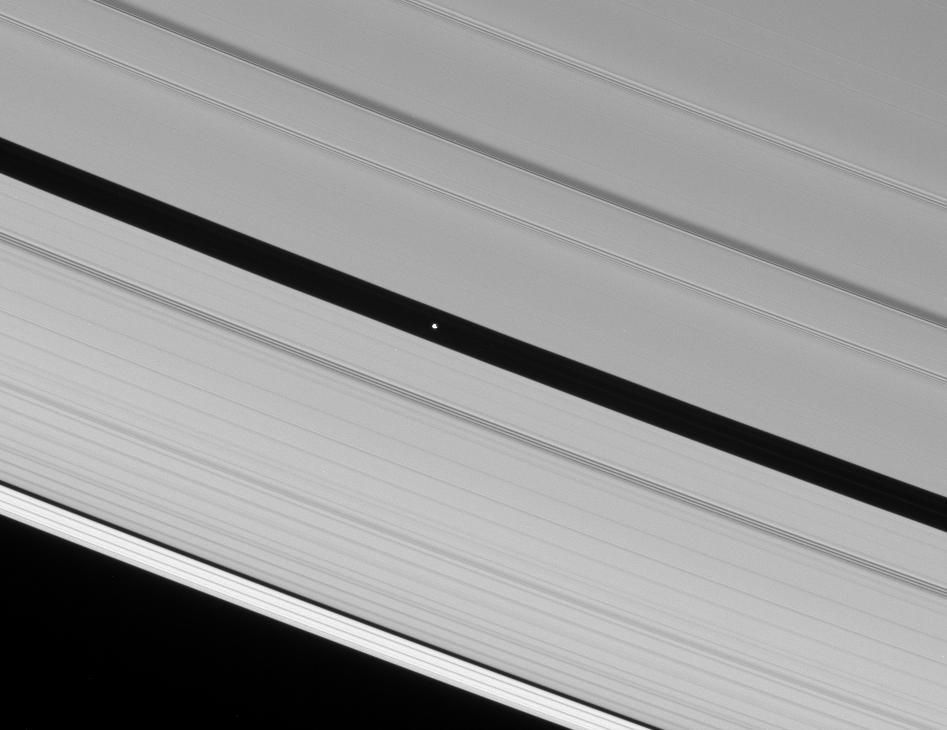
Ảnh do tàu Cassini chụp cho thấy Pan đang có quỹ đạo bên trong Khoang hở Encke.
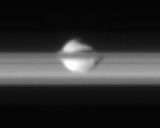
Hình ảnh xích đạo của vệ tinh Pan từ tàu Cassini, với các vành đai của Sao Thổ bao quanh vệ tinh.
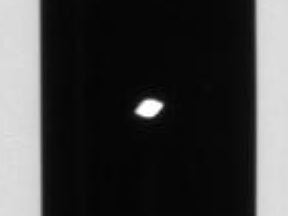
Vệ tinh Pan ở trung tâm bức ảnh, đang ở bên trong Khoang hở Encke trong vành đai Sao Thổ. Hình dạng giống quả óc chó của nó có thể được thấy rõ.
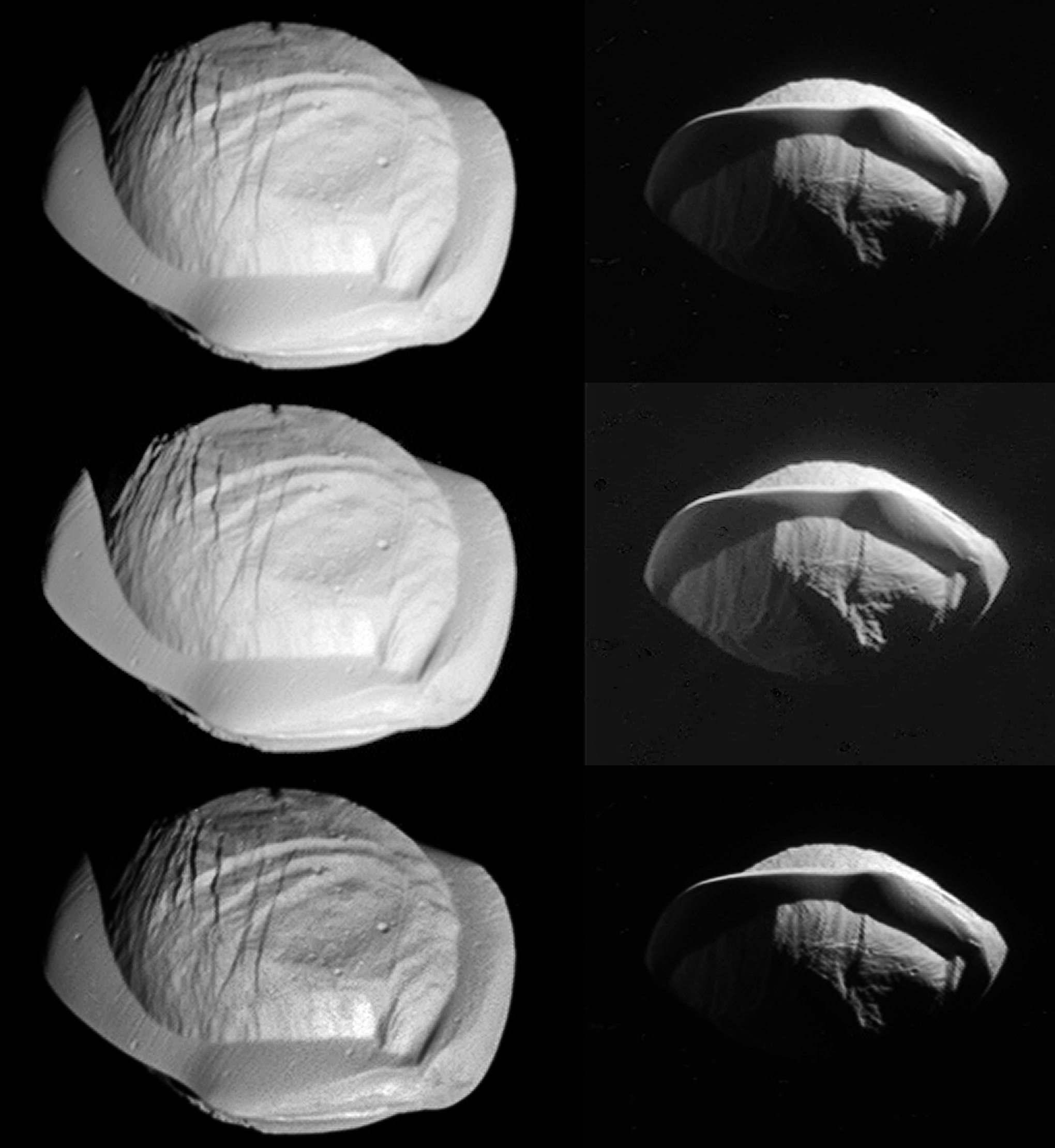
Các bức ảnh bị kéo ra (4x), được xử lý theo nhiều cách.